# Liste der Baudenkmäler in Waal (Schwaben)

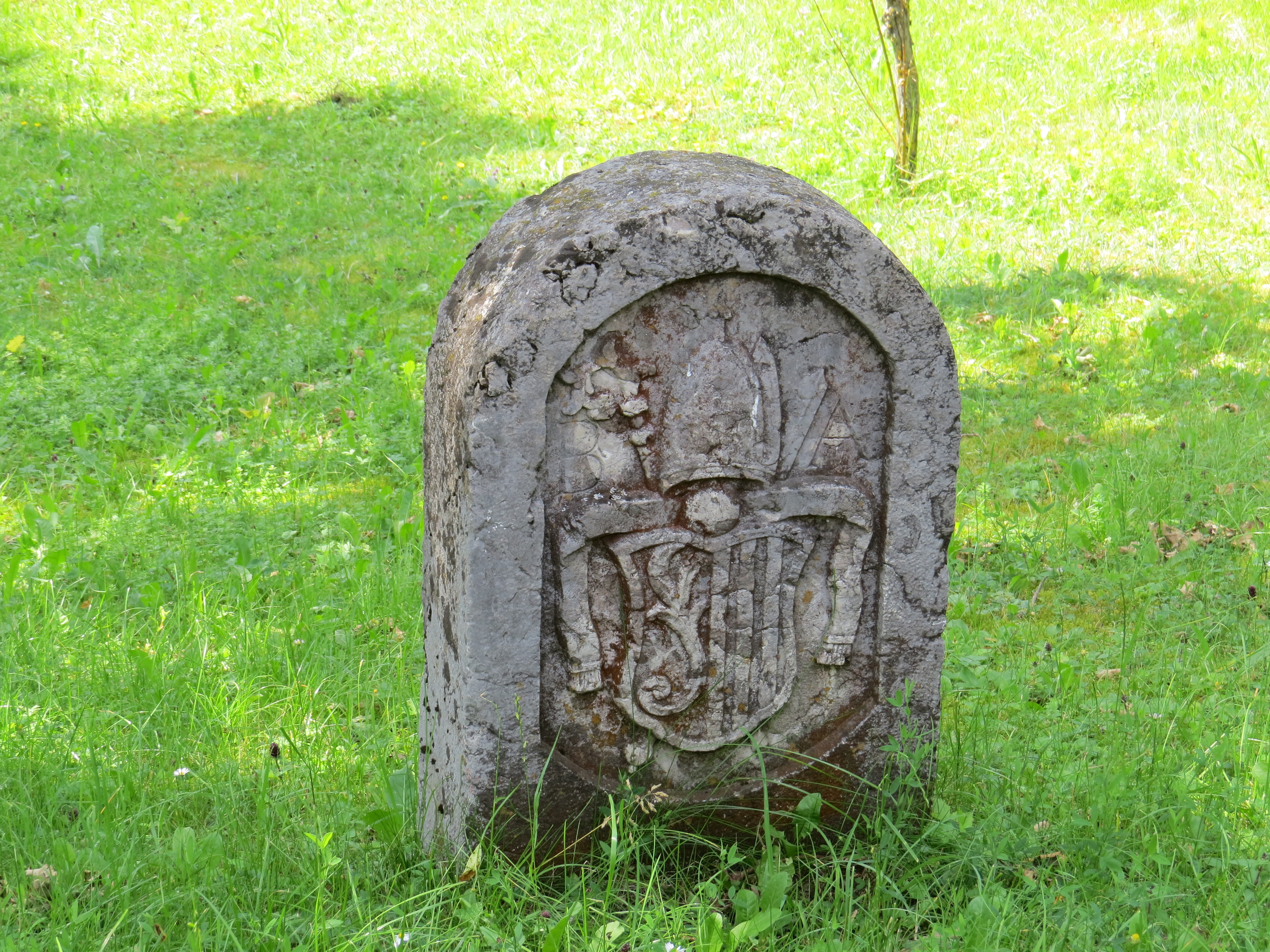
Grenzstein bei Waalhaupten

Auf dieser Seite sind die Baudenkmäler in dem schwäbischen Markt Waal zusammengestellt. Diese Tabelle ist eine Teilliste der Liste der Baudenkmäler in Bayern. Grundlage ist die Bayerische Denkmalliste, die auf Basis des Bayerischen Denkmalschutzgesetzes vom 1. Oktober 1973 erstmals erstellt wurde und seither durch das Bayerische Landesamt für Denkmalpflege geführt wird. Die folgenden Angaben ersetzen nicht die rechtsverbindliche Auskunft der Denkmalschutzbehörde.

## Ensembles

### Ensemble Ortskern Waal
Das Ensemble umfasst die gesamte Bachzeilenanlage entlang der Singold von der Jägerhausstraße bis zur Emmenhausener Straße und schließt den Schlossbereich mit Parkanlagen ein. Die Umgrenzung des historischen Ortsbereichs ist im Wesentlichen durch den Verlauf der im 15. Jh. errichteten Befestigung mit Wall und Graben gegeben. Diese ist zwar noch in Resten erhalten, ihr Verlauf wird aber vor allem durch markante Bepflanzungen wie die Lindenallee, den Pappel- und Gartenweg deutlich und kann im Einzelnen nach der Uraufnahme des Bayerischen Landesvermessungsamtes von 1811 festgestellt werden. Der Ort wurde erstmals 890 in Ottobeurer Urkunden erwähnt, Besitz- und Herrschaftsrechte wechselten häufig; Welfen und Staufer, die Klöster Stöttwang, Kempten und Ottobeuren sowie das Hochstift Augsburg besaßen Lehen und Verwaltungsrechte. Das Rittergeschlecht von Waal hielt den Stammsitz von ca. 1150 bis 1367, die Herrschaft wechselte in den folgenden Jahrhunderten mehrmals, zuletzt 1820 an Erbprinz Erwein von der Leyen. Der älteste Teil des Ortes, wohl von einer fränkischen Staatssiedlung aus gegründet, wird durch die Kirche St. Nikolaus (ein frühes Patrozinium), den zugehörigen Widemhof („Widerbauer“, Singoldstraße 30) und vor allem die Lage bei der Quelle der Singold ausgewiesen. Die Grundrissgestalt ist in diesem ältesten Ortskern unregelmäßig; ab den Anwesen Singoldstraße 24 und 29 erstreckt sich eine planmäßige Bachzeilenanlage in meist regelmäßiger Flurteilung zu beiden Seiten der Singold bis zum Ortsende, wo der Fluss in nordöstlicher Richtung abknickt. Die Bebauung weist Gebäude verschiedener Zeitstellung und Funktion auf, Walmdachbauten und Mansarddachhäuser neben Gasthöfen und bäuerlichen Anwesen verleihen dem Ort herrschaftlichen Charakter. Die Singold wird von einer Kastanienbepflanzung gesäumt, Brücken und Stege verbinden die beiden Straßenzüge entlang des Flusses. In der Mitte des Ortes erweitert sich die Anlage nach Südosten. Der Marktplatz steigt vom ehemaligen Tanzhaus zur Pfarrkirche und zum Schloss im Süden an, das mit seinem stattlichen Westflügel dem Platz, mit seinem mächtigen Hauptbau dem ganzen Ort das Gepräge gibt. Die einstigen Ortsränder lassen die ehemalige Umfriedung ebenso wie die Beziehung der beiden historischen Hauptelemente, mittelalterlicher Ortskern (St. Nikolaus) und barocker Herrschaftsbereich (Schloss), erkennen. Aktennummer: E-7-77-177-1.

## Baudenkmäler nach Ortsteilen

### Waal
| Lage                                                     | Objekt                                 | Beschreibung | Akten-Nr.     | Bild                                   |
| -------------------------------------------------------- | -------------------------------------- | --- | ------------- | -------------------------------------- |
| Alte Gasse 5 (Standort)                                  | Ehemaliges Bauernhaus                  | Wohnteil mit Flachdach und Bundwerkkniestock, 1. Drittel 19. Jahrhundert. | D-7-77-177-1  | Ehemaliges Bauernhaus                  |
| Buchloer Straße 1 (Standort)                             | Walmdachhaus                           | Anfang 19. Jahrhundert. | D-7-77-177-2  | Walmdachhaus                           |
| Fürst-von-der-Leyen-Platz 1 (Standort)                   | Schloss                                | stattlicher Walmdachbau mit Ecktürmen, Mitte 16. Jahrhundert, Umgestaltungen Mitte 19. Jahrhundert und 1907; Hofgebäude; Zweiflügelanlage mit Walmdach und Satteldach (Nordflügel), Tordurchfahrt, Westflügel Anfang 17. Jahrhundert, 18. Jahrhundert, Nordflügel 18. und 19. Jahrhundert; Brauhaus, Zweiflügelbau mit Walmdächern, 1. Hälfte 19. Jahrhundert; Torbau zwischen Hofgebäude Westflügel und Brauerei, 1. Hälfte 19. Jahrhundert; Kanzlei, erdgeschossiger Satteldachbau, 1. Hälfte 19. Jahrhundert; Archiv, erdgeschossiger Walmdachbau, 1. Hälfte 19. Jahrhundert; Lindenallee, ca. 300 m lange Anlage, Anfang 20. Jahrhundert; SO-Seite des Schlossparks. | D-7-77-177-3  | weitere Bilder                         |
| Gartenweg 15 (Standort)                                  | Bauernhaus                             | Hakenhof, Mitte 19. Jahrhundert. | D-7-77-177-4  | Bauernhaus                             |
| Jägerhausstraße 8 (Standort)                             | Bauernhaus                             | Flachdachbau mit giebelseitiger Mittertenne, 18. Jahrhundert. | D-7-77-177-6  | Bauernhaus                             |
| Marktplatz (Standort)                                    | Mariensäule                            | neugotisch, Ende 19. Jahrhundert. | D-7-77-177-9  | Mariensäule                            |
| Marktplatz (Standort)                                    | Kriegerdenkmal                         | Erzguß von 1902, nach Entwurf von Hubert Ritter von Herkomer, mit flankierenden Marmorbänken. | D-7-77-177-10 | Kriegerdenkmal                         |
| Marktplatz 1 (Standort)                                  | Sogenanntes Polizeigebäude             | zweigeschossiger Walmdachbau, um 1926. - Sanierung 2009, jetzt Rathaus | D-7-77-177-41 | Sogenanntes Polizeigebäude             |
| Marktplatz 2 (Standort)                                  | Katholische Pfarrkirche St. Anna       | dreischiffiger Bau, Ende 15. Jahrhundert, Sakristei um 1700, Turmoberteil und Chor 1758/62 von Franz Kleinhans wiederhergestellt; mit Ausstattung. | D-7-77-177-7  | weitere Bilder                         |
| Marktplatz 3 (Standort)                                  | Ehemaliges Tanzhaus                    | stattlicher zweigeschossiger Walmdachbau mit Mezzanin, an der Ostseite Nischen mit Figuren der Muttergottes und Christus Salvator, um 1700. | D-7-77-177-63 | BW                                     |
| Mühlstraße (an der Ecke zur Bronnener Straße) (Standort) | Wegkapelle                             | Westteil 1. Hälfte 18. Jahrhundert, Anbau Mitte 19. Jahrhundert; mit Ausstattung. | D-7-77-177-20 | Wegkapelle                             |
| Peter-Dörfler-Straße 1 (Standort)                        | Ehemalige Schmiede                     | Erdgeschoss Mitte 19. Jahrhundert, Obergeschoss 1912. - Sanierung ca. 2007. | D-7-77-177-40 | Ehemalige Schmiede                     |
| Ritter-von-Herkomer-Straße 25 (Standort)                 | Pfarrhaus                              | stattlicher Bau mit Mansard-Walmdach, erbaut 1774. | D-7-77-177-12 | Pfarrhaus                              |
| Ritter-von-Herkomer-Straße 29 (Standort)                 | Wohnhaus                               | flacher Neurenaissancegiebel, um 1870, erneuert. | D-7-77-177-13 | Wohnhaus                               |
| St.-Nikolaus-Straße 2 (Standort)                         | Katholische Filialkirche St. Nikolaus  | Turmunterbau wohl spätromanisch, Neubau 15. Jahrhundert, Barockisierungen 17. und 18. Jahrhundert; mit Ausstattung. | D-7-77-177-14 | weitere Bilder                         |
| St.-Nikolaus-Straße 4 (Standort)                         | Bauernhaus                             | Ständerbohlenbau mit Mittertenne und Schuppenschindel-Verkleidung am Wohnteil, im Kern noch 17. Jahrhundert, Dach 19. Jahrhundert. | D-7-77-177-15 | weitere Bilder                         |
| Singoldstraße 3 (Standort)                               | Ehemaliges Richterhaus                 | Walmdachbau mit Pilastergliederung und Zwerchbau, bezeichnet 1708. | D-7-77-177-8  | Ehemaliges Richterhaus                 |
| Singoldstraße 8 (Standort)                               | Wohnhaus                               | sogenanntes „Doktorhaus“, Walmdach und Putzquaderung an den Ecken, 2. Viertel 19. Jahrhundert. | D-7-77-177-17 | Wohnhaus                               |
| Singoldstraße 22 (Standort)                              | Ehemals Schlößle                       | jetzt Krankenhaus, Bau mit Mansardwalmdach, 1761/62 erbaut. | D-7-77-177-18 | Ehemals Schlößle                       |
| Singoldstraße 31 (Standort)                              | Bauernhaus                             | Flachdach und Kniestock mit Andreaskreuzen, Anfang 19. Jahrhundert. | D-7-77-177-19 | Bauernhaus                             |
| 400 m südlich des Ortes (Standort)                       | Katholische Kapelle Vierzehn Nothelfer | im Kern Zentralbau des 15. Jahrhunderts, 1715 erweitert. | D-7-77-177-21 | Katholische Kapelle Vierzehn Nothelfer |
| 600 m südwestlich des Ortes (Standort)                   | Wegkapelle                             | Mitte 19. Jahrhundert; mit Ausstattung. | D-7-77-177-22 | Wegkapelle                             |

### Bronnen
| Lage                               | Objekt                         | Beschreibung                                                                                              | Akten-Nr.     | Bild                           |
| ---------------------------------- | ------------------------------ | --- | ------------- | ------------------------------ |
| Erpftinger Straße 7 (Standort)     | Bauernhaus                     | Erdgeschossiges Bauernhaus, um 1800, der Wirtschaftsteil in der 2. Hälfte des 19. Jahrhunderts erneuert.  | D-7-77-177-39 | Bauernhaus                     |
| St.-Margaretha-Straße 4 (Standort) | Pfarrkirche St. Margareth      | Katholische Pfarrkirche St. Margareth, spätgotisch, um 1685 barockisiert und verlängert; mit Ausstattung. | D-7-77-177-23 | Pfarrkirche St. Margareth      |
| Mühlfeld (Standort)                | Grenzstein                     | Hochstift Augsburg/Kurfürstentum Bayern, 1669.                                                            | D-7-77-177-42 | BW                             |
| Mühlfeld (Standort)                | Grenzstein                     | Hochstift Augsburg/Kurfürstentum Bayern, 1785.                                                            | D-7-77-177-43 | BW                             |
| (Standort)                         | Katholische Kapelle Maria Hilf | 19. Jahrhundert.                                                                                          | D-7-77-177-24 | Katholische Kapelle Maria Hilf |

### Emmenhausen
| Lage                            | Objekt                 | Beschreibung                                                                                | Akten-Nr.     | Bild                  |
| ------------------------------- | ---------------------- | ------------------------------------------------------------------------------------------- | ------------- | --------------------- |
| St.-Ulrich-Straße (Standort)    | Kalvarienberg          | 1890 f.                                                                                     | D-7-77-177-28 | Kalvarienberg         |
| St.-Ulrich-Straße 12 (Standort) | Pfarrkirche St. Ulrich | Katholische Pfarrkirche St. Ulrich, erbaut 1488, 1826 und 1832 verlängert; mit Ausstattung. | D-7-77-177-26 | weitere Bilder        |
| St.-Ulrich-Straße 14 (Standort) | Pfarrhaus              | Satteldachbau, mit Wirtschaftsteil, erbaut 1710/11.                                         | D-7-77-177-27 | Pfarrhaus             |
| Schloßweg 2 (Standort)          | Ehemaliges Bauernhaus  | mit Flachdach, bezeichnet 1730, erneuert.                                                   | D-7-77-177-25 | Ehemaliges Bauernhaus |

### Waalhaupten
| Lage                                | Objekt                                                 | Beschreibung | Akten-Nr.     | Bild             |
| ----------------------------------- | ------------------------------------------------------ | --- | ------------- | ---------------- |
| Achstraße 16 (Standort)             | Gasthaus                                               | stattlicher Bau mit Steilsatteldach, 18. Jahrhundert; Stadel mit Steilsatteldach, Obergeschoss Ständerbau mit Kopf- und Fußbändern, Mitte 18. Jahrhundert. | D-7-77-177-30 | Gasthaus         |
| Achstraße 23 (Standort)             | Bauernhaus                                             | Mittertennbau mit aufgesteiltem Dach und Hakenschopf, über Tenne Bundwerk, im Kern Mitte 18. Jahrhundert.                                                  | D-7-77-177-31 | Bauernhaus       |
| Bürgerheimstraße 2 (Standort)       | Pfarrhaus                                              | Walmdachbau, erbaut um 1790; kleines Wasch- und Backhaus, Anfang 19. Jahrhundert.                                                                          | D-7-77-177-32 | Pfarrhaus        |
| Hartstraße 4 (Standort)             | Bauernhaus                                             | Mittertennbau mit Flachdach und doppeltem Hakenschopf, 18. Jahrhundert.                                                                                    | D-7-77-177-34 | Bauernhaus       |
| Kirchweg 3 (Standort)               | Katholische Pfarrkirche Zur Schmerzhaften Muttergottes | Turm Anfang 16. Jahrhundert, Neubau 1713 ff. von Joseph Schmuzer; mit Ausstattung                                                                          | D-7-77-177-35 | weitere Bilder   |
| Waalhaupten (bei Nr. 39) (Standort) | Drei Grenzsteine                                       | der mittlere bezeichnet 1785; hierher versetzt. | D-7-77-177-37 | Drei Grenzsteine |
| Waalhaupten 39 (Standort)           | Katholische Filialkirche St. Michael                   | Katholische Filialkirche St. Michael, jetzt Friedhofskirche, wohl 1. Hälfte 15. Jahrhundert, Erneuerungen gegen 1700; mit Ausstattung.                     | D-7-77-177-36 | weitere Bilder   |
| am Nordrand des Dorfes ()           | Bildstock                                              | Mitte 19. Jahrhundert. | D-7-77-177-38 | Bildstock        |

## Ehemalige Baudenkmäler
In diesem Abschnitt sind Objekte aufgeführt, die früher einmal in der Denkmalliste eingetragen waren, jetzt aber nicht mehr. Objekte, die in anderem Zusammenhang also z. B. als Teil eines Baudenkmals weiter eingetragen sind, sollen hier nicht aufgeführt werden. Aktennummern in diesem Abschnitt sind ehemalige, jetzt nicht mehr gültige Aktennummern.

| Lage                                   | Objekt                | Beschreibung                                     | Akten-Nr.     | Bild                  |
| -------------------------------------- | --------------------- | ------------------------------------------------ | ------------- | --------------------- |
| Waal Peter-Dörfler-Straße 7 (Standort) | Ehemaliges Bauernhaus | Walmdachbau, 18. Jahrhundert.                    | D-7-77-177-11 | Ehemaliges Bauernhaus |
| Waalhaupten Achstraße 6 (Standort)     | Bauernhaus            | Wohnteil mit Flachdach, im Kern 18. Jahrhundert. | D-7-77-177-29 | Bauernhaus            |
| Waalhaupten Hartstraße 1 (Standort)    | Hausfigur             | hl. Joseph, um 1700.                             | D-7-77-177-33 | Hausfigur             |